# Marí (bisbe)
Marí fou bisbe de València. Amb prou feines hi ha cap dada sobre ell. Se sap que era bisbe de la seu valenciana el 610, quan va assistir com a tal a un concili provincial convocat a Toledo pel rei Gundemar en què els bisbes van reconéixer la primacia del bisbe de Toledo sobre totes les diòcesis d'Hispània.